# Saison 2011-2012 de Manchester United
Maillots
Dernière mise à jour : 30 avril 2011.
Chronologie
Saison précédente Saison suivante
La saison 2011-2012 de Manchester United est la 20e saison du club en Premier League et sa 37e saison consécutive dans la première division du football anglais.
Manchester United a commencé sa saison par une victoire 3-2 sur son rival et voisin Manchester City lors du Community Shield le 7 août 2011 à Wembley. Outre le Community Shield, le club défend son titre de champion d'Angleterre et vise un 20e titre de champion d'Angleterre. Il sera également engagé en Ligue des champions et ce pour la 16e année consécutive.
De plus, le club disputera la FA Cup dès le mois de janvier, ainsi que la Carling Cup, qui l'opposera au club de Leeds United au cours de la semaine du 19 septembre.

## Pré-saison et matchs amicaux
Comme l'été précédent, Manchester United a préparé sa saison 2011-2012 par une tournée de cinq matchs aux États-Unis. La préparation de l'équipe s'est terminée avec le Jubilé de Paul Scholes à Old Trafford.
Le premier match de la tournée nord-américaine a opposé Manchester United à l'équipe de New England Revolution qui évolue en MLS. Le match, qui s'est déroulé le 13 juillet, s'est soldé par une nette victoire des Red Devils 4-1 avec des buts d'Owen, Macheda (par deux fois) et Park.
Le 20 juillet, Manchester United rencontrait les Seattle Sounders, également une équipe de MLS, et c'est sur une victoire encore plus nette que le match se terminait : 7-0 avec des buts d'Owen, Diouf, Rooney (par trois fois), Park et Obertan.
Trois jours plus tard, le 23 juillet, Manchester United poursuivait sa préparation en affrontant les Chicago Fire. Troisième match contre un pensionnaire de MLS et troisième victoire pour les hommes de Ferguson qui infligeaient un 3-1 aux Américains avec des buts de Rooney, Rafael et Nani.
Le match suivant opposait les Mancuniens aux MLS All-Stars, une équipe regroupant des stars de la MLS. Cette fois encore, le match se solda par une nette victoire des Anglais (4-0 par Anderson, Park, Berbatov et Welbeck).
Pour terminer la tournée nord-américaine, Manchester United affronta le FC Barcelone, victorieux lors de la finale de Ligue des champions à Wembley en mai dernier. Cette fois-ci, bien que l'enjeu fût tout autre, ce sont les Anglais qui s'imposèrent sur le score de 2-1 avec des buts de Nani et Owen.
Enfin, une fois de retour à Manchester, le jubilé de Paul Scholes clôtura la préparation de l'équipe. Le match se solda par une belle victoire des Red Devils 6-0 (Scholes, Rooney sur pénalty, Anderson, Welbeck et Diouf par deux fois) face au New York Cosmos d’Éric Cantona.
| Date            | Adversaire             | D / E | Résultat | Buteurs                                                                | Affluence |
| --------------- | ---------------------- | ----- | -------- | ---------------------------------------------------------------------- | --------- |
| 13 juillet 2011 | New England Revolution | E     | 4 – 1    | Owen 51e, Macheda 54e 60e, Park 80e                                    | 51 523    |
| 20 juillet 2011 | Seattle Sounders       | E     | 7 – 0    | Owen 15e, Diouf 49e, Rooney 51e 69e 72e, Park 71e, Obertan 88e         | 67 052    |
| 23 juillet 2011 | Chicago Fire           | N     | 3 – 1    | Rooney 66e, Rafael 76e, Nani 82e                                       | 61 308    |
| 27 juillet 2011 | MLS All-Stars          | N     | 4 – 0    | Anderson 20e, Park 45e, Berbatov 52e, Welbeck 68e                      | 26 760    |
| 30 juillet 2011 | FC Barcelone           | N     | 2 – 1    | Nani 22e, Owen 76e                                                     | 81 807    |
| 5 août 2011     | New York Cosmos        | D     | 6 – 0    | Scholes 9, Rooney 28e (pen.), Anderson 50e, Welbeck 59e, Diouf 69e 74e | 74 731    |

## Community Shield
Champion d'Angleterre en titre, Manchester United affrontait Manchester City, vainqueur de la dernière édition de la FA Cup, lors du Community Shield, le 7 août 2011 au stade de Wembley. Menés 2-0 à la mi-temps par les Citizens, les Red Devils parviennent à retourner la situation. Alors que la première mi-temps avait vu la domination des Mancuniens se révéler vaine, l'entrée en jeu de Jones, Evans et Cleverley pour la deuxième mi-temps se traduisit par une belle remontée (par Smalling à la 52e sur un coup franc frappé par Young, puis par Nani à la conclusion d'une phase de jeu impliquant Rooney et Cleverley). Enfin, c'est dans les arrêts de jeu que Nani profita d'une erreur défensive des Citizens pour marquer le 3-2 et ainsi offrir à son équipe le premier trophée de la saison.
| Date        | Adversaire      | D / E | Résultat | Buteurs                      | Affluence |
| ----------- | --------------- | ----- | -------- | ---------------------------- | --------- |
| 7 août 2011 | Manchester City | N     | 3 – 2    | Smalling 52e, Nani 58e 90+4e | 77 169    |

## Premier League
Manchester United a commencé la saison à l'extérieur par un déplacement victorieux sur le terrain de West Bromwich Albion le 14 août 2011. La rencontre s'est terminé sur le score de 2-1 pour les Red Devils avec un but de Rooney et un but contre son camp de Steven Reid de WBA provoqué par une belle action de Young déviée d'abord par Tamas, puis par Reid.
La deuxième journée du championnat a vu Manchester United recevoir Tottenham à Old Trafford. Ferguson avait accordé sa confiance à ses jeunes joueurs en alignant notamment de Gea, Smalling, Jones, Evans, Cleverley et Welbeck. Après une première mi-temps de qualité moyenne, le match s'est emballé après la pause et Welbeck ouvrit le score à la 61e minute pour les Red Devils avant qu'Anderson ne double la mise à la 76e minute. Cleverley, Young et Welbeck laissèrent ensuite leur place à Giggs, Park et Hernandez. Peu avant la fin du match, Rooney marquait le troisième but à la 87e minute.
La troisième journée de championnat voyait une grosse affiche avoir lieu à Old Trafford : Manchester United recevait Arsenal le 28 août. Les Londoniens affrontaient le champion en titre particulièrement diminués. En effet, d'une part Fabregas et Nasri avaient signé depuis peu à Barcelone et à Manchester City et, d'autre part, Gervinho et Frimpong avaient été expulsés lors des deux premières journées de championnat. Cela ajouté au niveau de jeu des Red Devils fit que ce match entra dans l'histoire comme la plus grande défaite concédée par les Gunners depuis plus de cent ans. Après que Cleverley vit un tir manquant un peu de force dévié par le gardien adverse, c'est Welbeck qui ouvrit la marque à la 21e minute de jeu. Peu après, l'arbitre Howard Webb jugea une intervention d'Evans sur Walcott dans les 16 mètres fautive et désigna donc le point de pénalty. David de Gea repoussa le tir de van Persie à la 27e minute. Deux minutes plus tard, Young plaça un tir enroulé dans la lucarne des Londoniens avant que Rooney ne place un coup franc au même endroit pour faire passer le score à 3-0. Walcott réduit toutefois l'écart juste avant la pause. En seconde période, Rooney marqua le quatrième but sur un coup franc similaire au précédent ; puis vint le tour de Nani à la 67e minute. Park, entré en cours de jeu, aggravait lui aussi le score à la 70e minute avant que van Persie ne marque le deuxième but des Gunners (76e). Jenkinson reçut un deuxième carton jaune synonyme d'expulsion et Walcott faucha Evra dans la surface de réparation londonienne. Comme en première mi-temps, Webb désigna le point de pénalty et Rooney en profita pour marquer son premier triplé de la saison, non sans avoir voulu laisser Giggs tirer le pénalty. Enfin, dans les arrêts de jeu, Young inscrivit un dernier but. Ce dernier but permit à United d'être seul en tête du championnat devant Manchester City grâce à une meilleure différence de buts (+ 10 contre + 9 pour les Citizens).
La quatrième journée de Premier League vit Manchester United se déplacer sur le terrain des Bolton Wanderers. Comme les titulaires du derniers matchs contre Arsenal s'étaient montré brillants, Ferguson leut fit logiquement confiance et seuls Hernandez (pour Welbeck, blessé) et Ferdinand (pour Smalling, qui a joué deux fois pour l'équipe d'Angleterre) font leurs débuts en PL. Notons que Jones découvre donc le poste de latéral droit pour l'occasion. Sans attendre, Hernandez se rappelle au bon souvenir des fans mancuniens en ouvrant la marque à la 5e minute avant Kevin Davies, d'un tacle violent, ne renvoie Cleverley au vestiaire, remplacé par Carrick. moins de 15 minutes apres, Rooney alourdit le score à la 20e et à la 25e. C'est donc sur un score sévère mais mérité de 0-3 que les deux équipes rejoignent le vestiaire à la mi-temps. La deuxième mi-temps vit Hernandez marquer le 0-4, avant que Giggs ne remplace Young et Smalling, Evans. Les trois changements effectués par Bolton ne purent empêcher Rooney de marquer le 0-5 à la 68e, fêtant ainsi son deuxième hat-trick en deux matchs après le match contre Arsenal.
| Date              | Adversaire           | D / E | Résultat | Buteurs                                                            | Affluence | Classement |
| ----------------- | -------------------- | ----- | -------- | ------------------------------------------------------------------ | --------- | ---------- |
| 14 août 2011      | West Bromwich Albion | E     | 2 – 1    | Rooney 13e, Reid 81e (csc)                                         | 25 360    | 3e         |
| 22 août 2011      | Tottenham Hotspur    | D     | 3 – 0    | Welbeck 61e, Anderson 76e, Rooney 87e                              | 75 498    | 2e         |
| 28 août 2011      | Arsenal              | D     | 8 – 2    | Welbeck 21e, Young 29e 91e, Rooney 42e 64e 81e, Nani 67e, Park 70e | 75 448    | 1er        |
| 10 septembre 2011 | Bolton Wanderers     | E     | 5 – 0    | Hernández 5e 58e, Rooney 20e 25e 68e                               | 25 944    | 1er        |
| 18 septembre 2011 | Chelsea              | D     | 3 – 1    |                                                                    |           |            |

### Classement
Manchester United termine le championnat à la deuxième place avec 28 victoires, 5 matchs nuls et 5 défaites. Une victoire rapportant trois points et un match nul un point, Manchester United totalise 89 points.
Extrait du classement de Premier League 2011-2012
| Rang | Équipe            | Pts | J  | G  | N  | P  | Bp | Bc | Diff |
| --- | ----------------- | --- | -- | -- | -- | -- | -- | -- | ---- |
| 1 | Manchester City   | 89  | 38 | 28 | 5  | 5  | 93 | 29 | +64  |
| 2 | Manchester United | 89  | 38 | 28 | 5  | 5  | 89 | 33 | +56  |
| 3 | Arsenal           | 70  | 38 | 21 | 7  | 10 | 74 | 49 | +25  |
| 4 | Tottenham Hotspur | 69  | 38 | 20 | 9  | 9  | 66 | 41 | +25  |
| 5 | Newcastle United  | 65  | 38 | 19 | 8  | 11 | 56 | 51 | +5   |
| 6 | Chelsea           | 64  | 38 | 18 | 10 | 10 | 65 | 46 | +19  |
| 7 | Everton           | 56  | 38 | 15 | 11 | 12 | 50 | 40 | +10  |
| 8 | Liverpool         | 52  | 38 | 14 | 10 | 14 | 47 | 40 | +7   |
| - Phase de groupes de la Ligue des Champions 2012-2013 - Phases de groupes de la Ligue Europa 2012-2013 - Barrages de la Ligue Europa 2012-2013 |                   |     |    |    |    |    |    |    |      |

## FA Cup
United entrera en lice en FA Cup au troisième tour, comme les autres clubs de Premier League et ceux de Championship. Le club connaîtra son adversaire en décembre et les matchs de ce tour auront lieu début janvier.

## League Cup
Comme les autres clubs engagés en coupe d'Europe, United entre en lice au troisième tour de la coupe de la ligue. Le tirage a désigné Leeds United comme premier adversaire des Red Devils qui déplaceront donc à Elland Road la semaine du 19 septembre.

## Ligue des champions
Manchester United était dans le premier pot lors du tirage des groupes de la Ligue des Champions 2011-2012 le 25 août 2011. Sir Bobby Charlton, qui effectuait le tirage du pot 2, a tiré le club portugais du Benfica Lisbonne. Les deux autres adversaires sont le FC Bâle et Oțelul Galați.
| Date              | Adversaire       | D / E | Résultat | Buteurs                             | Affluence | Classement |
| ----------------- | ---------------- | ----- | -------- | ----------------------------------- | --------- | ---------- |
| 14 septembre 2011 | Benfica Lisbonne | E     | 1 - 1    | Giggs 42e                           |           | 2e         |
| 27 septembre 2011 | FC Bâle          | D     | 3 - 3    | Welbeck 16e, Welbeck 17e, Young 90e |           | 3e         |
| 18 octobre 2011   | Oțelul Galați    | E     | 0 - 2    | Rooney 64e, Rooney 90+2e            |           | 2e         |
| 2 novembre 2011   | Oțelul Galați    | D     | 2 - 0    |                                     | 74 847    | 1er        |
| 22 novembre 2011  | Benfica Lisbonne | D     | 2 - 2    |                                     | 74 853    | 2e         |
| 7 décembre 2011   | FC Bâle          | E     | 2 - 1    |                                     | 36 000    | 3e         |

| Club              | J | V | N | D | BM | BE | Diff | Pts |
| ----------------- | - | - | - | - | -- | -- | ---- | --- |
| Benfica Lisbonne  | 6 | 3 | 3 | 0 | 8  | 4  | 4    | 12  |
| FC Bâle           | 6 | 3 | 2 | 1 | 11 | 10 | 1    | 11  |
| Manchester United | 6 | 2 | 3 | 1 | 11 | 8  | 3    | 9   |
| Oțelul Galați     | 6 | 0 | 0 | 6 | 3  | 11 | -8   | 0   |

J = Matchs joués, V = Victoires, N = Matchs nuls, D = Défaites, BM = Buts marqués, BE = Buts encaissés, Diff = Différence de buts, Pts = Points

## Statistiques
| No. | Pos. | Nom               | Champ. | Champ. | FA Cup | FA Cup | League Cup | League Cup | Europe | Europe | Autre | Autre | Total | Total | Discipline   | Discipline   |
| No. | Pos. | Nom               | Apps   | Buts   | Apps   | Buts   | Apps       | Buts       | Apps   | Buts   | Apps  | Buts  | Apps  | Buts  | carton jaune | carton rouge |
| --- | ---- | ----------------- | ------ | ------ | ------ | ------ | ---------- | ---------- | ------ | ------ | ----- | ----- | ----- | ----- | ------------ | ------------ |
| 1   | G    | David de Gea      | 3      | 0      | 0      | 0      | 0          | 0          | 0      | 0      | 1     | 0     | 4     | 0     | 0            | 0            |
| 3   | D    | Patrice Évra      | 2      | 0      | 0      | 0      | 0          | 0          | 0      | 0      | 1     | 0     | 3     | 0     | 1            | 0            |
| 4   | D    | Phil Jones        | 2 (1)  | 0      | 0      | 0      | 0          | 0          | 0      | 0      | 0 (1) | 0     | 2 (2) | 0     | 0            | 0            |
| 5   | D    | Rio Ferdinand     | 1      | 0      | 0      | 0      | 0          | 0          | 0      | 0      | 1     | 0     | 2     | 0     | 0            | 0            |
| 6   | D    | Jonny Evans       | 2 (1)  | 0      | 0      | 0      | 0          | 0          | 0      | 0      | 0 (1) | 0     | 2 (2) | 0     | 1            | 0            |
| 7   | A    | Michael Owen      | 0      | 0      | 0      | 0      | 0          | 0          | 0      | 0      | 0     | 0     | 0     | 0     | 0            | 0            |
| 8   | M    | Anderson          | 3      | 1      | 0      | 0      | 0          | 0          | 0      | 0      | 1     | 0     | 4     | 1     | 1            | 0            |
| 9   | A    | Dimitar Berbatov  | 0 (1)  | 0      | 0      | 0      | 0          | 0          | 0      | 0      | 0 (1) | 0     | 0 (2) | 0     | 0            | 0            |
| 10  | A    | Wayne Rooney      | 3      | 5      | 0      | 0      | 0          | 0          | 0      | 0      | 1     | 0     | 4     | 5     | 1            | 0            |
| 11  | M    | Ryan Giggs        | 0 (2)  | 0      | 0      | 0      | 0          | 0          | 0      | 0      | 0     | 0     | 0 (2) | 0     | 0            | 0            |
| 12  | D    | Chris Smalling    | 3      | 0      | 0      | 0      | 0          | 0          | 0      | 0      | 1     | 1     | 4     | 1     | 0            | 0            |
| 13  | M    | Park Ji-sung      | 0 (2)  | 1      | 0      | 0      | 0          | 0          | 0      | 0      | 0     | 0     | 0 (2) | 1     | 0            | 0            |
| 14  | A    | Javier Hernández  | 0 (2)  | 0      | 0      | 0      | 0          | 0          | 0      | 0      | 0     | 0     | 0 (2) | 0     | 0            | 0            |
| 15  | D    | Nemanja Vidić     | 1      | 0      | 0      | 0      | 0          | 0          | 0      | 0      | 1     | 0     | 2     | 0     | 0            | 0            |
| 16  | M    | Michael Carrick   | 0      | 0      | 0      | 0      | 0          | 0          | 0      | 0      | 1     | 0     | 1     | 0     | 0            | 0            |
| 17  | M    | Nani              | 3      | 1      | 0      | 0      | 0          | 0          | 0      | 0      | 1     | 2     | 4     | 3     | 0            | 0            |
| 18  | M    | Ashley Young      | 3      | 2      | 0      | 0      | 0          | 0          | 0      | 0      | 1     | 0     | 4     | 2     | 2            | 0            |
| 19  | A    | Danny Welbeck     | 3      | 2      | 0      | 0      | 0          | 0          | 0      | 0      | 1     | 0     | 4     | 2     | 0            | 0            |
| 20  | D    | Fábio             | 1      | 0      | 0      | 0      | 0          | 0          | 0      | 0      | 0     | 0     | 1     | 0     | 0            | 0            |
| 21  | D    | Rafael            | 0      | 0      | 0      | 0      | 0          | 0          | 0      | 0      | 0 (1) | 0     | 0 (1) | 0     | 0            | 0            |
| 23  | M    | Tom Cleverley     | 3      | 0      | 0      | 0      | 0          | 0          | 0      | 0      | 0 (1) | 0     | 3 (1) | 0     | 0            | 0            |
| 24  | M    | Darren Fletcher   | 0      | 0      | 0      | 0      | 0          | 0          | 0      | 0      | 0     | 0     | 0     | 0     | 0            | 0            |
| 25  | M    | Antonio Valencia  | 0      | 0      | 0      | 0      | 0          | 0          | 0      | 0      | 0     | 0     | 0     | 0     | 0            | 0            |
| 26  | A    | Gabriel Obertan   | 0      | 0      | 0      | 0      | 0          | 0          | 0      | 0      | 0     | 0     | 0     | 0     | 0            | 0            |
| 27  | A    | Federico Macheda  | 0      | 0      | 0      | 0      | 0          | 0          | 0      | 0      | 0     | 0     | 0     | 0     | 0            | 0            |
| 28  | M    | Darron Gibson     | 0      | 0      | 0      | 0      | 0          | 0          | 0      | 0      | 0     | 0     | 0     | 0     | 0            | 0            |
| 29  | G    | Tomasz Kuszczak   | 0      | 0      | 0      | 0      | 0          | 0          | 0      | 0      | 0     | 0     | 0     | 0     | 0            | 0            |
| 30  | D    | Ritchie De Laet   | 0      | 0      | 0      | 0      | 0          | 0          | 0      | 0      | 0     | 0     | 0     | 0     | 0            | 0            |
| 32  | A    | Mame Biram Diouf  | 0      | 0      | 0      | 0      | 0          | 0          | 0      | 0      | 0     | 0     | 0     | 0     | 0            | 0            |
| 33  | A    | Bébé              | 0      | 0      | 0      | 0      | 0          | 0          | 0      | 0      | 0     | 0     | 0     | 0     | 0            | 0            |
| 34  | G    | Anders Lindegaard | 0      | 0      | 0      | 0      | 0          | 0          | 0      | 0      | 0     | 0     | 0     | 0     | 0            | 0            |
| 37  | M    | Robbie Brady      | 0      | 0      | 0      | 0      | 0          | 0          | 0      | 0      | 0     | 0     | 0     | 0     | 0            | 0            |
| 40  | G    | Ben Amos          | 0      | 0      | 0      | 0      | 0          | 0          | 0      | 0      | 0     | 0     | 0     | 0     | 0            | 0            |
| 41  | A    | Joshua King       | 0      | 0      | 0      | 0      | 0          | 0          | 0      | 0      | 0     | 0     | 0     | 0     | 0            | 0            |
| 42  | M    | Paul Pogba        | 0      | 0      | 0      | 0      | 0          | 0          | 0      | 0      | 0     | 0     | 0     | 0     | 0            | 0            |
| 43  | M    | Matthew James     | 0      | 0      | 0      | 0      | 0          | 0          | 0      | 0      | 0     | 0     | 0     | 0     | 0            | 0            |
| 46  | M    | Ryan Tunnicliffe  | 0      | 0      | 0      | 0      | 0          | 0          | 0      | 0      | 0     | 0     | 0     | 0     | 0            | 0            |
| 47  | M    | Oliver Norwood    | 0      | 0      | 0      | 0      | 0          | 0          | 0      | 0      | 0     | 0     | 0     | 0     | 0            | 0            |
| 48  | A    | Will Keane        | 0      | 0      | 0      | 0      | 0          | 0          | 0      | 0      | 0     | 0     | 0     | 0     | 0            | 0            |
| 49  | M    | Ravel Morrison    | 0      | 0      | 0      | 0      | 0          | 0          | 0      | 0      | 0     | 0     | 0     | 0     | 0            | 0            |
| ––  | G    | Sam Johnstone     | 0      | 0      | 0      | 0      | 0          | 0          | 0      | 0      | 0     | 0     | 0     | 0     | 0            | 0            |
| –   | –    | Contre-son-camp   | –      | 1      | –      | 0      | –          | 0          | –      | 0      | –     | 0     | –     | 1     | –            | –            |

Statistiques mises à jour le 22 août 2011.

### Équipe-type
Seuls les matchs de championnat sont pris en compte.
| \| No. \| Pos. \| Nom \| Matchs \| Notes \| \| --- \| ---- \| -------------- \| ------ \| ----- \| \| 1 \| G \| David de Gea \| 3 \| \| \| 12 \| D \| Chris Smalling \| 3 \| \| \| 6 \| D \| Jonny Evans \| 2 \| \| \| 4 \| D \| Phil Jones \| 2 \| \| \| 5 \| D \| Patrice Évra \| 2 \| \| \| 17 \| M \| Nani \| 3 \| \| \| 23 \| M \| Tom Cleverley \| 3 \| \| \| 8 \| M \| Anderson \| 3 \| \| \| 18 \| M \| Ashley Young \| 3 \| \| \| 19 \| A \| Danny Welbeck \| 3 \| \| \| 10 \| A \| Wayne Rooney \| 3 \| \| | De Gea Smalling Evans Jones Évra (c) Nani Cleverley Anderson Young Welbeck Rooney |                |        |       |
| No. | Pos.                                                                              | Nom            | Matchs | Notes |
| 1 | G                                                                                 | David de Gea   | 3      |       |
| 12 | D                                                                                 | Chris Smalling | 3      |       |
| 6 | D                                                                                 | Jonny Evans    | 2      |       |
| 4 | D                                                                                 | Phil Jones     | 2      |       |
| 5 | D                                                                                 | Patrice Évra   | 2      |       |
| 17 | M                                                                                 | Nani           | 3      |       |
| 23 | M                                                                                 | Tom Cleverley  | 3      |       |
| 8 | M                                                                                 | Anderson       | 3      |       |
| 18 | M                                                                                 | Ashley Young   | 3      |       |
| 19 | A                                                                                 | Danny Welbeck  | 3      |       |
| 10 | A                                                                                 | Wayne Rooney   | 3      |       |

Dernière mise à jour le 25 août 2011

## Transferts

### Mercato d'été
| Type              | Date             | Prix    | Joueur            | Ancien/Nouveau club      |
| Achat · (57,3 M€) | 1er juillet 2011 | 19,3 M€ | Phil Jones        | Blackburn Rovers (D1)    |
| Achat · (57,3 M€) | 1er juillet 2011 | 18 M€   | Ashley Young      | Aston Villa (D1)         |
| Achat · (57,3 M€) | 1er juillet 2011 | 20 M€   | David de Gea      | Atlético de Madrid (D1)  |
| Vente             | 7 juillet 2011   | 1,5 M€  | Wes Brown         | Sunderland AFC (D1)      |
| Retraite          | 28 mai 2011      | -       | Edwin van der Sar | -                        |
| Retraite          | 31 mai 2011      | -       | Paul Scholes      | -                        |
| Fin de contrat    | 1er juillet 2011 | -       | Owen Hargreaves   | -                        |
| Fin de contrat    | 1er juillet 2011 | -       | Conor Delvin      | -                        |
| Prêt              | 16 juin 2011     | Prêt    | Bébé              | Beşiktaş JK (D1)         |
| Prêt              | 17 juin 2011     | Prêt    | Ritchie De Laet   | Norwich City (D1)        |
| Prêt              | 1er juillet 2011 | Prêt    | Ryan Tunnicliffe  | Peterborough United (D2) |